# Castellucchio
Castellucchio ist eine Gemeinde mit 5172 Einwohnern (Stand 31. Dezember 2023) in der Provinz Mantua in der italienischen Region Lombardei.
Der Name Castellucchio ist wahrscheinlich römischen Ursprungs und entweder von Castrum Luculli oder Castrum Lucii abgeleitet.

## Geschichte
Cassellucchio wurde erstmals 1045 in einer kaiserlichen Urkunde als Besitz des Bischofs von Mantua erwähnt, das heißt, es gehörte zum Herrschaftsgebiet der Canossa, bis das Gebiet 1328 an die Gonzaga fiel. Um diese Zeit existierte wohl schon eine Burg, die um 1370 von den Gonzaga erneuert wurde. Während des Spanischen Erbfolgekrieges wurde die Burg von französischen und deutschen Truppen zerstört, ebenso wie das dazugehörige Dorf und die Kirche des Ortes. 1796 war die Gegend Schauplatz kriegerischer Auseinandersetzungen: Österreichische Truppen flohen vor denen Napoleons. Der Oberbefehlshaber der österreichischen Armee in Italien, General Beaulieu verbrachte eine Nacht in der Stadt. 
Nach der Schlacht von Magenta am 4. Juni 1859 sammelten sich die Österreicher in Castellucchio, wo sie bis zum 18. Juni verblieben. Die ersten französischen Soldaten gelangten erst am 30. Juni in die Stadt und wurden dort von der Bevölkerung als Befreier von der österreichischen Herrschaft mit Begeisterung empfangen. 
Im Vertrag von Villafranca wurde Castellucchio dem neuen Königreich Italien zugeschlagen.

## Museum
In der Torre Civica befindet sich das Museum „Fosco Baboni“. Ausgestellt werden dort insgesamt 125 Stücke, darunter Waffen aus der Zeit des Risorgimento, exotische Waffen aus Lateinamerika und seltene Exponate aus dem Ersten Weltkrieg. Neben historischen Feuerwaffen werden seltene Beispiele von Blankwaffen aus dem 16., 17. und 18. Jahrhundert gezeigt.

## Söhne und Töchter der Gemeinde
- Danilo Martelli (1923–1949), Fußballspieler